# Legea lui Gresham
În economie, legea lui Gresham este un principiu monetar care spune că „banii răi alungă banii buni”. Dacă sunt două forme de bani acceptate ca mijloc de plată, cu o valoare (impusă de stat) nominală înscrisă pe moneda similară, atunci banii care conțin un metal mai valoros (de exemplu aur) sau cu un conținut mai mare din același metal (40% argint față de 30%) vor dispărea din circulație.
Legea este numită după finanțistul și comerciantul englez Sir Thomas Gresham (1519-1579), care încerca să-i explice reginei Elisabeta I a Angliei ce se întâmpla cu șilingul englezesc devalorizat  de către Henric al VIII-lea pentru a-și mări bugetul, devalorizare realizată prin reducerea conținutului de argint (cu 40%) și mărirea masei monetare. Primul care a formulat ideile regăsite în legea lui Gresham a fost Sir Thomas Smith the Elder (1513-1577), provenit dintr-o familie de păstori săraci și oponent al devalorizării, susține în Discourse on the Commonwealth că, creșterea generalizată a prețurilor este rezultatul acțiunilor statului, nu a deciziei arbitrare a comercianților sau a producătorilor (ex. agricoli).

## Cauze

### Stabilirea prin  dictat de cătrestata valorii dintre două forme de bani
Datorită descoperirilor mari de argint, paritatea dintre aur si argint s-a modificat făcând ca aurul să fie mai valoros. Impunându-se o anumită valoare a banilor de aur/argint, monedele de aur erau subevaluate față de cele de argint. Se puteau cumpăra mai multe produse/servicii cu conținutul de aur dintr-o monedă decât cu valoarea nominală înscrisă pe aceeași monedă.

#### Exemple
Impunerea  unui curs de schimb fix între dolarii de aur și cei de argint în America secolul al XIX-lea .

### Devalorizarea prin modificarea conținutului de aur/argint
Prin asumarea unor cheltuieli din ce în ce mai mari de către conducătorii unui teritoriu (i.e. stat) finanțarea lor devine problematică. Pe lângă mărirea taxelor sau împrumuturi   „mai marii zilei” măreau masa monetară prin crearea de monedă, având  o nouă „sursă de venit” și devalorizând puterea de cumpărare.

#### Exemple
Dinarul Imperiului Roman a început prin a fi o formă de bani, mai apoi fiind doar monedă folosită în tranzacții. A ajuns de la o puritate de 98% argint la numai 2%, astfel monedele cu o puritate mai mare erau ținute spre tezaurizare (valoare reală mai mare) rămânând în circulație numai cele cu o puritate mai mică.